# Ralla (meccanica)

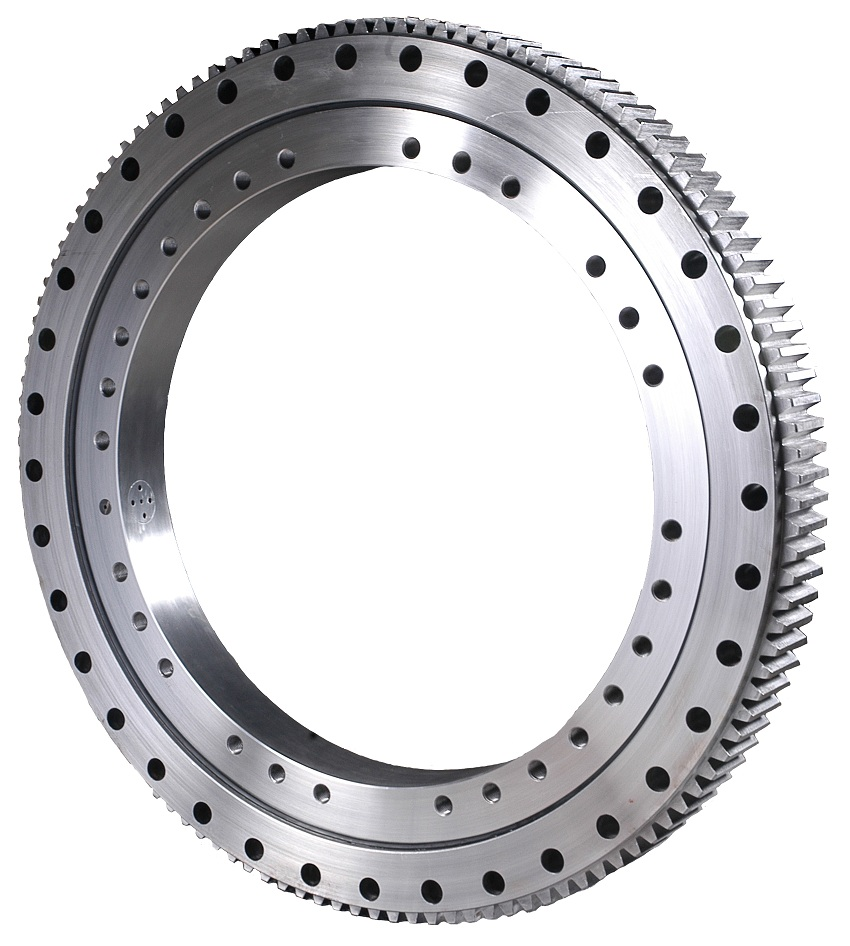
Ralla con corona dentata esterna

La ralla è un tipo di cuscinetto assiale per impieghi a bassa velocità di rotazione e alto carico assiale. La costruzione può essere a una o più corone di sfere, oppure a una o più corone di rulli. Oltre al carico assiale, a seconda del tipo, può sopportare anche momento flettente e/o carico trasversale. Può essere costruita con corona dentata interna, esterna o senza corona dentata.
La ralla reggispinta è una ralla, normalmente da montare in uno spazio assiale limitato (quindi in condizioni di manutenibilità scarse), che assorbe e trasmette le forze assiali di tipo unidirezionale.
Alcuni impieghi sono:
- Escavatori
- Gru
- Autoveicoli (ralle di sterzo)[2]
- Piattaforme
- Robotica
- Generatori eolici
- Radar
- Impianti per Luna Park
- Carrelli elevatori
- Macchine per imballaggio
- Imbottigliatrici
- Tavole girevoli
- Macchine utensili
- Argani
- Trattamento acque
- Caroselli pluristazione
- Strumentazione medicale
- Torrette girasiviera[3]
- Forni EAF e LF[4]